# کامو هووهانیسیان
کامو هووهانیسیان (ارمنی: Կամո Հովհաննիսյան؛ زادهٔ ۵ اکتبر ۱۹۹۲) یک بازیکن فوتبال در پست هافبک اهل ارمنستان است.

## باشگاهی
از باشگاه‌هایی که در آن بازی کرده‌است می‌توان به پیونیک، شنگاویت و پاتانی اشاره کرد.

## تیم ملی
وی همچنین در زیر ۱۷ سال ارمنستان، زیر ۱۹ سال ارمنستان، زیر ۲۱ سال ارمنستان و تیم ملی فوتبال ارمنستان بازی کرده‌است. هووهانیسیان نخستین بازی ملی خود را که یک بازی دوستانه بود در تاریخ ۲۸ فوریه ۲۰۱۲ در لیماسول در مقابل صربستان انجام داده‌است